# Ель-Арабі Гіляль Судані
Ель-Арабі Гіляль Судані (араб. العربي هلال سوداني; нар. 25 листопада 1987, Шлеф) — алжирський футболіст, нападник словенського клубу «Марибор».

## Клубна кар'єра
У дорослому футболі дебютував 2005 року виступами за команду клубу «АСО Шлеф», у якій провів шість сезонів, взявши участь у 116 матчах чемпіонату. У складі «АСО Шлефа» був одним з головних бомбардирів команди, маючи середню результативність на рівні 0,42 голу за гру першості.
До складу клубу «Віторія» (Гімарайнш) приєднався 2011 року. Відіграти за клуб з Гімарайнша 37 матчів в національному чемпіонаті, забивши 13 м'ячів.
У 2013 році приєднався до складу хорватського клубу «Динамо» (Загреб).

## Виступи за збірні
Протягом 2008–2011 років залучався до складу молодіжної збірної Алжиру. На молодіжному рівні зіграв у 11 офіційних матчах, забив 3 голи.
У 2011 році дебютував в офіційних матчах у складі національної збірної Алжиру. Наразі провів у формі головної команди країни 57 матчів, забивши 24 голи.

## Титули і досягнення
- Чемпіон Алжиру (1):

«АСО Шлеф»:  2010–11
- Володар Кубка Португалії (1):

«Віторія» (Гімарайнш): 2012–13
- Чемпіон Хорватії (4):

«Динамо» (Загреб): 2013–14, 2014–15, 2015–16, 2017-18
- Володар Кубка Хорватії (3):

«Динамо» (Загреб): 2014–15, 2015–16, 2017-18
- Володар Суперкубка Хорватії (1):

«Динамо» (Загреб): 2013
- Чемпіон Греції (1):

«Олімпіакос»: 2019–20
- Володар Кубка Греції (1):

«Олімпіакос»: 2019–20
- Переможець Кубка арабських націй: 2021